# Voices (Tusse-dal)
A Voices (magyarul: Hangok) Tusse kongói–svéd énekes dala, amellyel Svédországot képviseli a 2021-es Eurovíziós Dalfesztiválon, Rotterdamban. A dal a 2021. március 13-án rendezett tizenkét fős svéd nemzeti döntőben nyerte el az indulás jogát, ahol a nemzetközi zsűri és a nézői szavazatok együttese alakította ki a végeredményt.

## Eurovíziós Dalfesztivál
A dalt legelőször 2021. február 20-án adták elő a svéd eurovíziós dalválasztóműsor, a Melodifestivalen harmadik elődöntőjében. Innen egyenes ágon jutott tovább a döntőbe, mivel az első helyen végzett a telefonos szavazás során. A március 13-án rendezett döntőben összesen tizenkét előadó és dal versengett az Eurovíziós Dalfesztiválra való kijutásért. A dal 175 ponttal megnyerte a nemzeti döntőt, 79 pontot szerezve a nyolc nemzetközi zsűritől és 96 pontot begyűjtve a nézőktől.
Az Eurovíziós Dalfesztiválon a dalt először a május 18-án rendezett első elődöntőben adják elő, a fellépési sorrendben negyedikként, az orosz Manizha Russian Woman című dala után és az ausztrál Montaigne Technicolour című dala előtt. Az elődöntőből a hetedik helyezettként sikeresen továbbjutottak a május 22-i döntőbe, ahol fellépési sorrendben utolsó előttiként léptek fel, az Olaszországot képviselő Måneskin Zitti e buoni című dala után és a San Marinót képviselő Senhit Adrenalina című dala előtt. A szavazás során a zsűri szavazáson összesítésben tizenhetedik helyen végeztek 46 ponttal, míg a nézői szavazáson tizenegyedik helyen végeztek 63 ponttal, így összesítésben 109 ponttal a verseny tizennegyedik helyezettjei lettek.

## Slágerlisták
| Slágerlista (2021)             | Legjobb helyezés |
| ------------------------------ | ---------------- |
| Svédország (Sverigetopplistan) | 1.               |

## Külső hivatkozások
- A dal előadása a svéd nemzeti döntőben. YouTube-videó, Eurovision Song Contest, 2021. március 14.
- A dal akusztikus változata. YouTube-videó, Eurovision Song Contest, 2021. április 24.
- A dal előadása az első elődöntőben. YouTube-videó, Eurovision Song Contest, 2021. május 18.
- A dal előadása a döntőben. YouTube-videó, Eurovision Song Contest, 2021. május 22.